# 1921年の航空
< 1921年
1920年の航空 - 1921年の航空 - 1922年の航空

## 航空に関する出来事

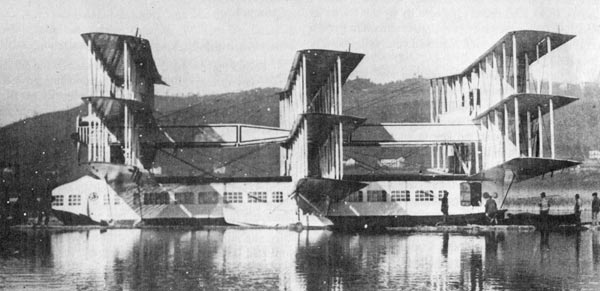
カプロニ Ca60

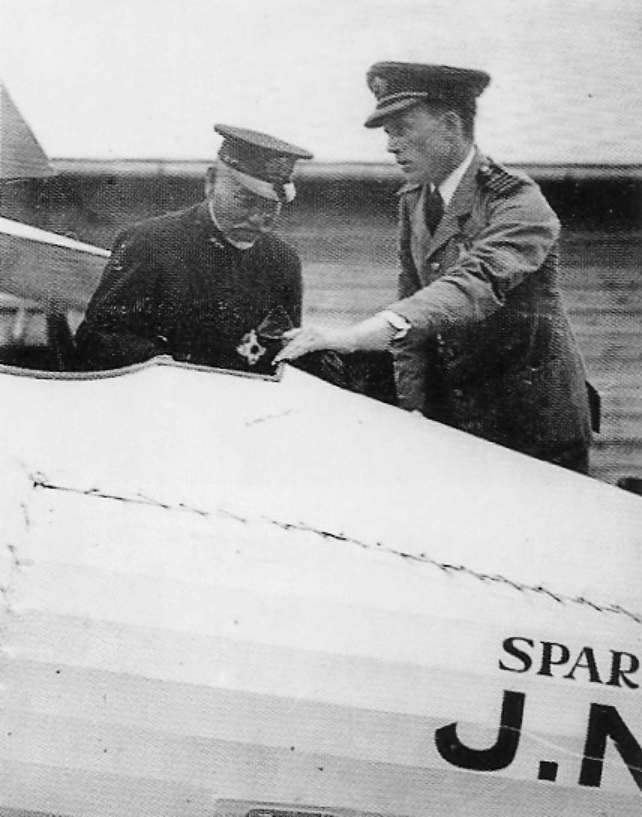
東郷平八郎に、グロスター スパローホークを見せるセンピル大佐

- 1921年 - グロスター スパローホークの日本海軍での運用が開始。
- 1921年 - ベシー・コールマンがフランスのフライトスクールへ通い、初の女性アフリカ系アメリカ人パイロットとなる。
- 1921年： - メキシコの航空会社、メキシカーナ航空（Compania Mexicana de Aviacion)が設立される。
- 2月 - Los Angeles Speedwayで行われた航空レースに、女性パイロット、ネタ・スヌークが出場した。
- 3月4日 - 100名の乗客を乗せて大西洋を横断する計画の飛行艇、カプロニ Ca60がマッジョーレ湖の試験飛行で約18メートルの高さまで上昇した後、墜落した。
- 4月1日 - フランスの女性パイロット、アドリエンヌ・ボーランがコードロン G3でアルゼンチンのメンドーサからチリのサンチャゴまでアンデス山脈を越える飛行を行った。
- 4月8日 - 日本で航空取締り規則が発布され、民間航空の規制が始まった。
- 4月11日 - オーストラリアのパイロット、バート・ヒンクラーがシドニーからクィーンランドまでの1370kmの無着陸飛行にアブロ ベービーで成功した。
- 5月23日 - 日本で航空免状の発行が始まり、第1号は藤縄英一に参等飛行機操縦士免状が与えられた。
- 7月 - 米国の航空機メーカー、ダグラス・エアクラフト社が設立される。
- 7月 - 日本海軍の霞ヶ浦飛行場が完成した。
- 7月21日 - アメリカでウィリアム・ミッチェル准将の提案で航空機による、軽巡洋艦、戦艦に対する爆撃実験が行われ、対艦爆撃で旧ドイツ軍艦オストフリースラントが撃沈された。
- 8月23日 - イギリスの飛行船R38が、構造の欠陥が原因で破壊され、ハンバー川に墜落し、49人の乗員のうち死者は44人にのぼった。
- 9月 - 海軍の航空技術を指導するためにセンピル教育団が来日する。
- 1921年 - イタリアの軍人ジュリオ・ドゥーエによる空軍戦略の著作で空軍力の重要性を論じた、『制空』が発表された。

## 1921年に初飛行した機体の画像

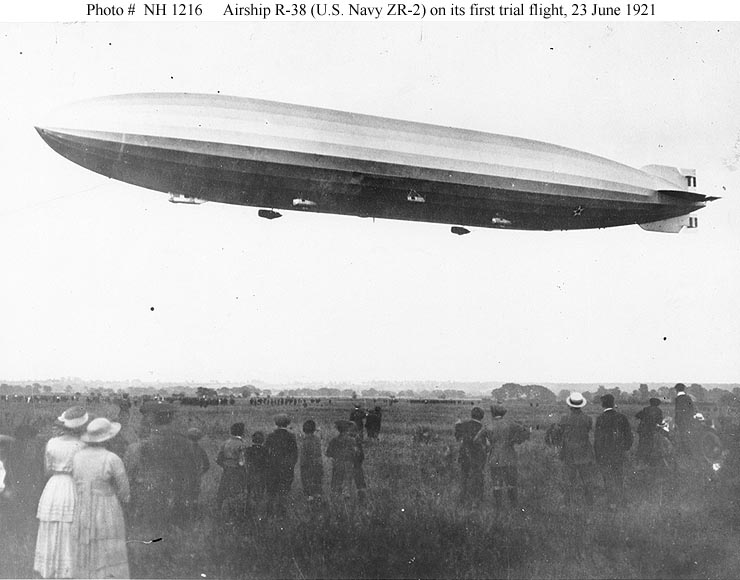
R38 （6月23日）
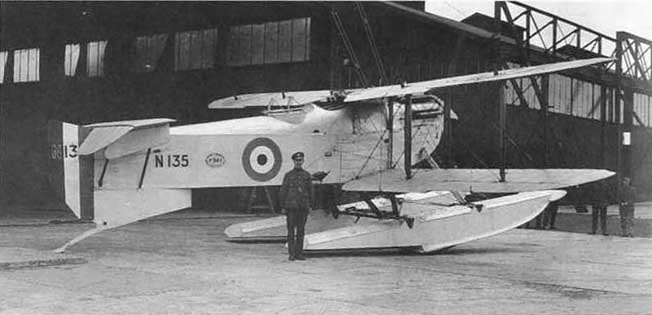
フェアリー ピンテール （7月7日）
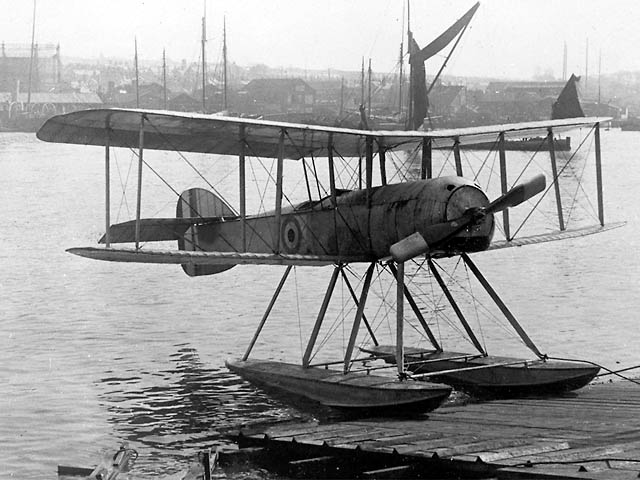
アブロ 552 （7月16日）